# Carlos Bianchi (Leichtathlet)
Carlos Bianchi (vollständig Carlos Antonio Bianchi Lutti; * 19. Dezember 1910 in Córdoba; † 1935) war ein argentinischer Sprinter.
Seine erste internationale Medaille gewann Bianchi Lutti bei den Südamerikameisterschaften 1929 in Lima, als er im 100-Meter-Lauf den zweiten Platz hinter seinem Landsmann Hérnan Spinassi belegte. Zwei Jahre später bei den Südamerikameisterschaften 1931 in Buenos Aires war er mit drei Goldmedaillen der erfolgreichste Teilnehmer. Mit 10,9 s gewann er über 100 m, über 200 m siegte er in 21,9 s und als Schlussläufer der argentinischen Mannschaft in der 4-mal-100-Meter-Staffel lief er ebenfalls als Erster über die Ziellinie.
Bei den Olympischen Spielen 1932 in Los Angeles schied er über 100 m im Halbfinale in 10,7 Sekunden aus, nachdem er im Viertelfinale 10,5 Sekunden gelaufen war. Über 200 m verbesserte er im Viertelfinale seinen persönlichen Rekord auf 21,4 Sekunden. Im Finale lief er in 21,6 Sekunden auf den fünften Platz hinter drei US-Amerikanern und dem Deutschen Arthur Jonath. 1933 verbesserte er sich über 100 m auf 10,4 Sekunden, trat aber nicht bei der Südamerikameisterschaft an.
Carlos Bianchi war 1,83 m groß und wog 78 kg.